# Alfred Peyron
Alfred Edvard Peyron, född 28 maj 1868 i Stockholm, död där 29 december 1942, var en svensk ämbetsman.
Peyron avlade hovrättsexamen 1890, tjänstgjorde som amanuens i Lantförsvarsdepartementet 1893–1907 och utnämndes till kanslisekreterare 1907. Vid sidan av dessa tjänster innehade han 1892–1918 befattningen som sekreterare och kamrerare hos Stockholms borgerskaps institutioner, till en början vid bemedlingskommissionen och änkehuset, från 1915 vid grosshandelssocieteten och gubbhuset. Efter sin avgång kvarstod han som ledamot av institutionernas styrelser. Peyron var dessutom från 1913 kassadirektör i AB Stockholmssystemet, där han 1918 tillträdde tjänsten som vice verkställande direktör efter Ivan Bratt. Han var VD för bolaget 1923–1930 och fungerade som jourhavande direktör där 1931–1936. Peyron var från 1931 styrelseordförande i Sundsvalls enskilda banks stockholmskontor.
Alfred Peyron var son till Adolph Peyron. Han var från 1901 gift med Gerda Nilsson. Makarna var svärföräldrar till Erik Zethelius. De är gravsatta på Norra begravningsplatsen utanför Stockholm.